# Dżemsja
Dżemsja (Jamesia) – rodzaj krzewów z rodziny hortensjowatych. Obejmuje dwa gatunki (czasem traktowane jako dwie odmiany jednego gatunku) występujące w południowo-zachodniej części Ameryki Północnej (od północnego Meksyku po Kalifornię i Wyoming). Rosną w suchych formacjach zaroślowych i leśnych z jałowcami i sosnami na obszarach górskich, sięgając do rzędnej 3600 m n.p.m.
Krzewy te bywają uprawiane, choć raczej tylko w kolekcjach botanicznych. Nazwa rodzaju upamiętnia Edwina Jamesa – uczestnika ekspedycji majora Stephena H. Longa w Góry Skaliste w 1820.

## Morfologia

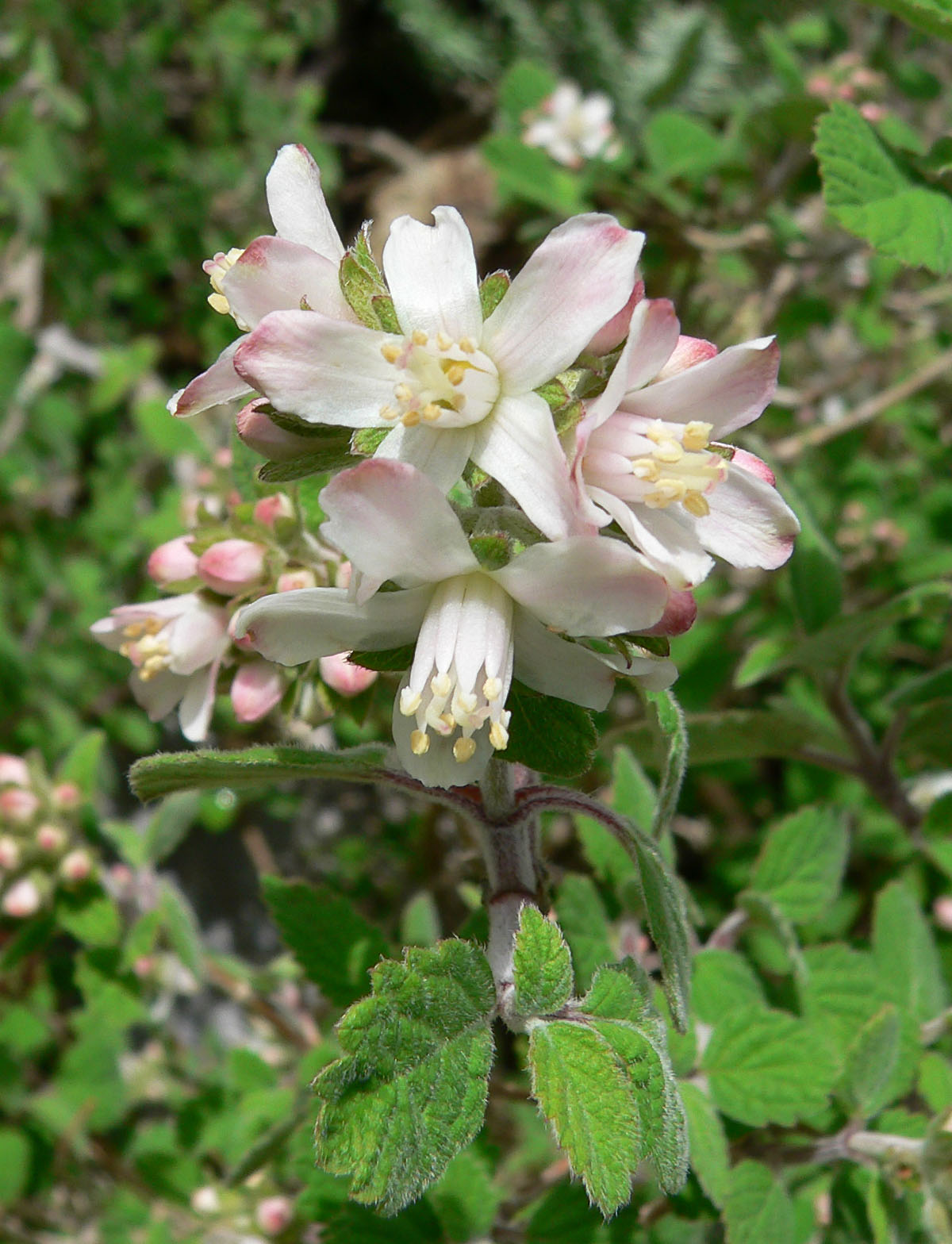
Jamesia americana

PokrójKrzewy o pędach prosto wzniesionych, rozpościerających się i przewisających osiągające zwykle do ok. 2 m wysokości. Młode pędy z pojedynczymi włoskami, starsze z korą łuszczącą się podłużnymi pasmami.
LiścieNaprzeciwległe, sezonowe, ogonkowe. Blaszka jajowata, rombowata do zaokrąglonej. Na brzegu karbowana, rzadziej całobrzega. Użyłkowanie pierzaste. Z powodu owłosienia liście mają barwę szarozieloną.
KwiatyObupłciowe, zebrane po kilka do kilkudziesięciu w kwiatostany szczytowe (rzadko kwiaty rozwijają się pojedynczo). Hypancjum półkuliste przylega do zalążni. Kielich i korona jest czterokrotna w przypadku J. tetrapetala i pięciokrotna u J. americana. Działki są rozpostarte, wąskojajowate do lancetowatych, trwałe. Płatki jajowate, u nasady zwężone w paznokieć, białe lub różowe. Pręcików jest 8 u J. tetrapetala i 10 u J. americana. Zalążnia jest wpół dolna, z 3–5 częściowymi przegrodami i 3–5 szyjkami słupka.
OwoceStożkowate do jajowatych torebki zwieńczone trwałymi szyjkami słupka i pękające od nasady klapami (otwierają się do połowy długości owocu). W każdej z komór zawierają 25–50 eliptycznych nasion.

## Systematyka
Pozycja systematyczna rodzaju
Rodzaj z podrodziny Jamesioideae, siostrzany dla rodzaju Fendlera, z rodziny hortensjowatych w rzędzie dereniowców.
Wykaz gatunków
- Jamesia americana Torr. & A.Gray – dżemsja amerykańska[4]
- Jamesia tetrapetala N.H.Holmgren & P.K.Holmgren